# Eutin
Eutin település Németországban, Schleswig-Holstein tartományban. Lakosainak száma 17 296 fő (2023. december 31.).

## Népesség
A település népességének változása:
| Lakosok száma | 17 701 | 17 041 | 16 946 | 16 971 | 16 948 | 17 086 | 17 296 |
|               | 1975   | 2016   | 2017   | 2019   | 2021   | 2022   | 2023   |